# كيفن فرنك
كيفن فرنك (10 يونيو 1982 في بلجيكا - ) هو لاعب كرة قدم بلجيكي في مركز الوسط. لعب مع نادي غينت وفيربرودرينغ دندر إندرخت هكلغام ‏ وS.C. Eendracht Aalst ‏ ولوميل يونايتد وK.S.V. Oudenaarde ‏ وK.R.C. Gent ‏ ودندرليف إندرخت هكلغام ‏ وK. Londerzeel S.K. ‏.

## وصلات خارجية
- كيفن فرنك على موقع قاعدة بيانات كرة القدم.إي يو (الإنجليزية)